# Fakír

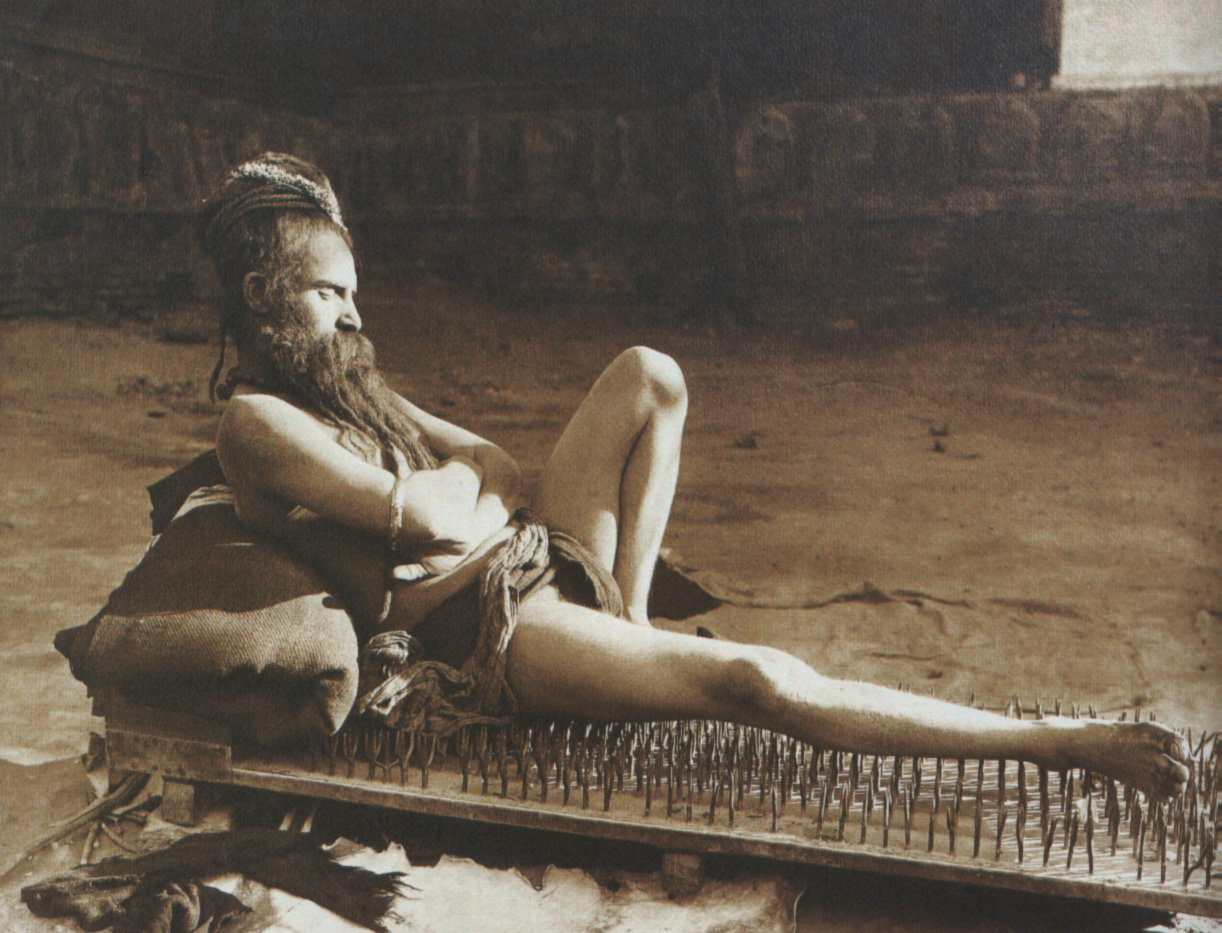
Fakír v Benáresu (1907)

Fakír je muslimský asketa na Blízkém východě nebo v Indii, který svůj život směřuje k duchovním hodnotám a opomíjí hmotný majetek, jímž opovrhuje. Svou obživu získává obvykle prostřednictvím žebrání, popřípadě předvádění neobvyklých úkonů (například levitace).
V novějších dějinách jsou fakíři často napodobováni, k novodobým českým fakírům patří například Zdeněk Zahrádka nebo Petr Fiedor.